# Novembre 1773

## Événements
- 21 novembre : Pougatchev subit un échec à Berda[1].

## Naissances
- 13 novembre : Jean Baptiste Leschenault de la Tour (mort en 1826), botaniste et ornithologue français.
- 21 novembre : Hippolyte-Victor Collet-Descotils (mort en 1815), chimiste et minéralogiste français.
- 30 novembre : Friedrich Carl Ludwig Sickler (mort en 1836), polymathe allemand.